# 水鬼蕉
水鬼蕉（学名：Hymenocallis littoralis），又称螫蟹花或蜘蛛兰，为石蒜科水鬼蕉属的植物。分布在美洲热带以及中国大陆的海南省等地，目前已由人工引种栽培。

## 外部連結
- 水鬼蕉, Shuiguijiao （页面存档备份，存于） 藥用植物圖像數據庫 (香港浸會大學中醫藥學院) （繁體中文）（英文）